# Lineth – Odyssee der Sünde
Lineth – Odyssee der Sünde ist ein philippinischer Rape-and-Revenge-Erotikfilm aus dem Jahr 2022.

## Handlung
Nach einem verheerenden Taifun auf den philippinischen Visayas-Inseln verlassen viele Bewohner die geschundene Region. Unter ihnen ist auch die 23-Jahre alte, mittelose Lineth mit ihrem Baby, die sich ohne Fahrkarte auf eine Fähre schleicht. In der Hauptstadt Manila angekommen will Lineth weiter zu ihrem Mann nach Nueva Segovia reisen. Als sie einer Frau den verlorenen Geldbeutel zurückgibt, stimmt diese zu, sie mit dem Taxi bis zum Busbahnhof mitzunehmen. Dort angekommen steigt Lineth in den Bus, wo sie ihr hungriges Baby stillt und dabei von zwei Männern belästigt wird, die sie anmachend nach einer erotischen Laktation fragen. Als ein Mann namens Rod sie vor den Männern schützt und ihr die Fahrt bezahlt, öffnet sich Lineth ihm und erzählt rückblickend von ihrem Leben und was sich auf der Fähre ereignet hat. 
Lineth wird bereits mit fünf Jahren zur Halbwaise, als ihr Vater bei einem Verkehrsunfall stirbt. Ihre Mutter wird dadurch schwer depressiv und begeht schließlich Suizid durch Erhängen. Zunächst nehmen sich Verwandte der Vollwaisen Lineth und ihres Bruders Toto an. Eines Tages jedoch bringt ihre Tante Toto nachts in einen Park und verkauft ihn an einen fremden Mann. Lineth sieht ihren Bruder nicht wieder und wächst allein bei ihrer Tante und ihrem Onkel auf. Lineth ist 16 Jahre alt, als ihr Onkel sie das erste Mal vergewaltigt. Sie beginnt eine Ausbildung zur Masseurin und arbeitet vier Jahre in dem Beruf in Quezon City. 
Dort wird sie schließlich von einem Mann kontaktiert, der sich ihr als ihr verschollener Bruder Toto vorstellt. Lineth fasst Vertrauen und zieht schließlich zu Toto und seiner schönen Frau Shiony. Lineth lernt von Shiony nicht nur ihr Äußeres femininer zu machen, sondern wird sich auch ihrer Sexualität bewusst, da sie ihren Bruder und seine Frau beim Sex hört. Sie beginnt insgeheim die beiden beim Koitus zu beobachten, sieht auch die zahlreichen Praktiken und Stellungen und beginnt zu masturbieren. Als Shiony als Gastarbeiterin nach Japan geht, verführt Lineth ihren Bruder und sie haben Sex, erst einmal, dann regelmäßig. Schließlich wird Lineth schwanger. Um der gesellschaftlichen Schande zu entgehen, bringt Toto seine Schwester zurück nach Visayas, wo sie allein schließlich ihre Tochter Lindsey zur Welt bringt. Shiony erfuhr über die Nachbarn von der Affäre ihres Mannes mit Lineth und der Schwangerschaft.
Zurück in der Gegenwart weint Lineth im Bus und leiht sich Rods Telefon aus. Sie will ihren Bruder anrufen, erreicht ihn jedoch nicht. Im Bus sehen sie über einen integrierten Fernseher die Nachrichten, wo von vier toten Sicherheitsleuten auf einer Fähre berichtet wird. Der Bus nähert sich der Stadt San Rafael. Als Lineth ihn explizit fragt, erzählt Rod ihr, dass er single und ein Seemann ist. Lineth erzählt weiter.
Sie erzählt wie auf dem Schiff auffliegt, dass sie keine Fahrkarte besitzt. Daraufhin wird sie von Wachleuten in das Büro des Sicherheitsoffizier gebracht. Dieser lässt sich von Lineths Flehen nicht beeinflussen. Er nimmt ihr das Baby weg und zwingt Lineth dazu, sich vor ihm zu entblößen und zum Oralsex. Anschließend wird sie von zwei Wachleuten vergewaltigt.
Lineth freundet sich mit einer alten Dame an, die sich als Kräuterfrau erweist. Sie eröffnet ihr, dass sie einige giftige Samen dabei hat, die sogar tödlich sind. Kurz darauf wird Lineth von den Wachleuten abgeholt und ins Büro des Kapitäns gebracht, der sie ebenfalls vergewaltigt. Schwer verstört kehrt Lineth zu der alten Frau zurück und bittet um ihre Samen. Lineth geht zu den Wachen zurück und übergibt den beiden Wachleuten und dem Offizier Bier, für den Kapitän holt sie Whisky. Sie versetzt die Getränke heimlich mit dem Gift und überreicht sie ihren Peinigern. Nachdem das Schiff bereits in Manila angelegt hat, sterben die vier Männer qualvoll an dem Gift. Rod bekommt diesen Teil der Erzählung nicht mit, da er eingeschlafen ist.
Zurück in der Gegenwart kann die Busreise wegen Überschwemmungen zunächst nicht fortgesetzt werden. Lineth und Rod nehmen sich ein Hotelzimmer für die Nacht, wobei Rod durch einen leicht transparenten Duschvorhang sieht, wie Lineth sich auszieht und unter die Dusche geht. Rod folgt ihr, wobei sich Lineth nicht gegen seine Annäherungsversuche wehrt. Sie haben miteinander Sex. Später entschuldigt sich Rod, er habe sie nicht ausnutzen wollen, Lineth jedoch erklärt, sie habe bereits im Bus gespürt, das er sie begehrt. Lineth erklärt, dass das einzige, wonach Männer streben, der Körper einer Frau sei und dass sie verschwinden, sobald sie damit fertig sind. In der Nacht telefoniert Rod mit seiner Frau und bittet sie ihre gemeinsamen Kinder zu grüßen, während Lineth schläft. Als er bemerkt, dass das Baby in die Windel gemacht hat, wechselt er sie und stellt verwirrt fest, dass Lineths Baby gar kein Mädchen, sondern ein Junge ist. Zudem findet er die natürlichen Gifte, die Lineth von der Alten bekommen hat. Als Lineth am frühen Morgen vom Zimmerservice geweckt wird, der sie informiert, dass der Bus losfährt, ist Rod verschwunden. Lineth fährt mit dem Bus weiter. 
Rod kehrt zu seiner Frau und seinen beiden Kindern heim. Beim Essen laufen die Nachrichten und berichten von der Festnahme einer jungen Frau in Nueva Segovia, deren Bruder und Schwägerin die Polizei informiert hatten, weil sie sie belästigte. In dem Bericht heißt es, dass Lineth und Rod Komplizen sind und planten ein Baby zu verkaufen, dass sie zuvor aus einem Krankenhaus in der Provinz Capiz entführt hatten. So berichtete Lineths Bruder, dass seine Schwester in eine Depression versunken sei, nachdem ihr neugeborenes Kind verstorben sei. Dem Krankenhauspersonal zufolge entführte Lineth eines der Kinder, im Glauben es sei ihres. Lineth behauptet gegenüber der Polizei, dass Rod für alles verantwortlich sei, er habe befohlen die Taten zu begehen und ihr auch das Gift gegeben, um die Männer zu vergiften. Sie selbst habe sich nur für die Vergewaltigungen räche wollte. Rods geschockte Frau findet auf dem Handy ihres Mannes SMS-Nachrichten, in denen Lineth an Rod schreibt, dass sie das Kind habe, woraufhin Rod erwidert, man solle den Plan nun durchziehen. Rods Frau ist schockiert. Kurz darauf sucht die Polizei sie auf und nimmt Rod fest, in seiner Tasche findet sie das Gift, mit dem Lineth die Männer an Bord der Fähre vergiftet hat. Als er sich der Verhaftung entziehen will, wird er erschossen.
Tatsächlich aber hat Lineth das Gespräch in der Nacht belauscht und so herausgefunden, dass Rod seine Frau und auch sie betrogen hat. Daraufhin schrieb sie selbst die Nachrichten über die angeblichen gemeinsame Kindesentführung und legte das Gift in seine Tasche. Es war ihr letzter Akt, um sich an Rod zu rächen, da er – genau wie sie pauschalisierend auf alle Männer gesagt hatte – hinter dem Körper einer Frau her gewesen sei, aber danach wieder verschwunden sei. 

## Veröffentlichung
In Deutschland wurde der Film von der Busch Media Group synchronisiert veröffentlicht.